# Lîpnîkî, Luhînî
Lîpnîkî (în ucraineană Липники) este localitatea de reședință a comunei Lîpnîkî din raionul Luhînî, regiunea Jîtomîr, Ucraina.

## Demografie
Componența lingvistică a localității Lîpnîkî
     Ucraineană (98,36%)
     Rusă (1,52%)
     Alte limbi (0,12%)
Conform recensământului din 2001, majoritatea populației localității Lîpnîkî era vorbitoare de ucraineană (98,36%), existând în minoritate și vorbitori de rusă (1,52%).